# Alexamenosz-falfirka

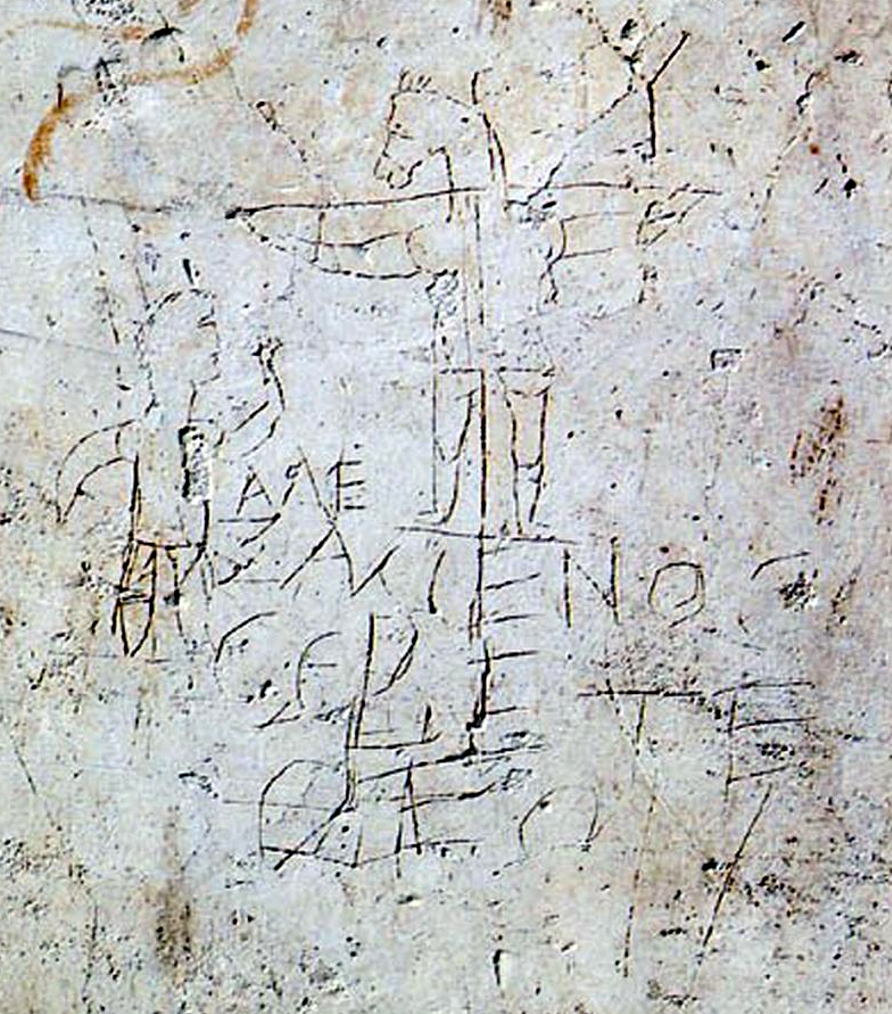
A palatinusi ókori graffito

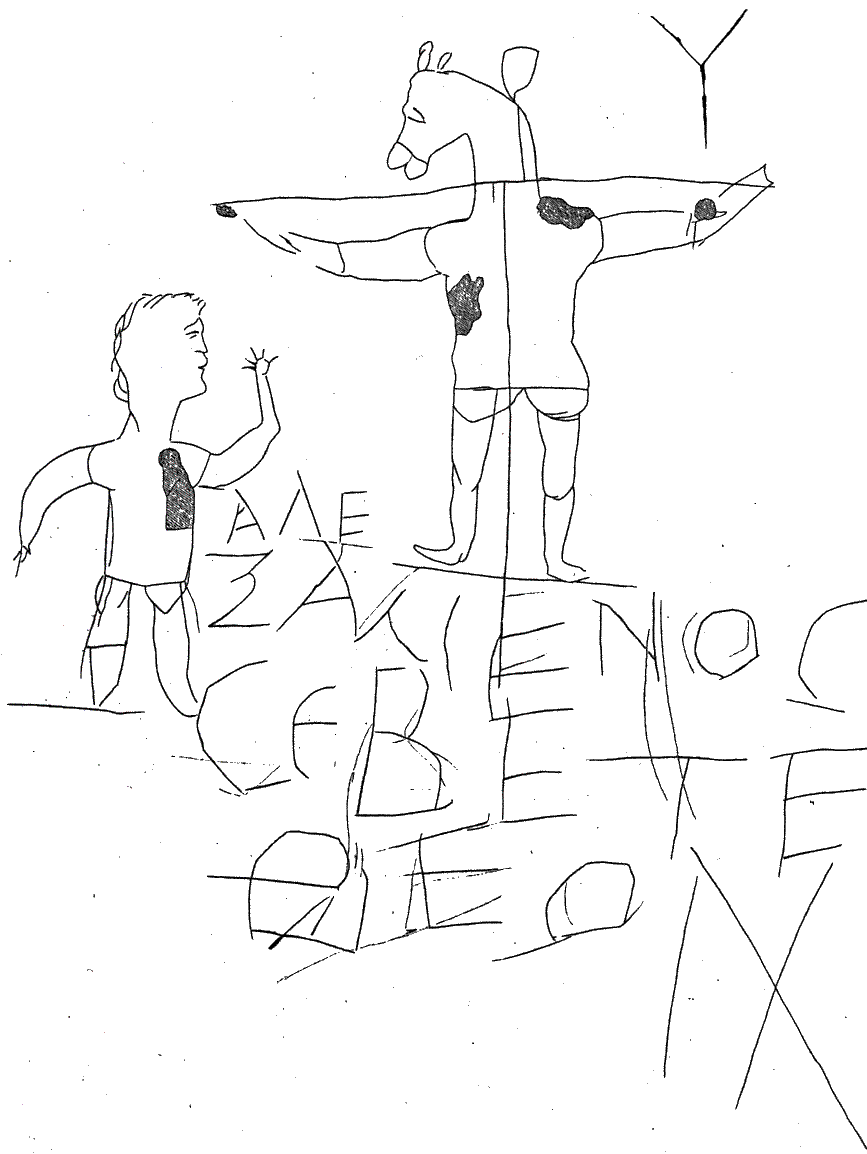
A grafitto vonalas rajza ALEXAMENOS SEBETE THEON

Az  Alexamenosz-falfirka  vagy gúnyfeszület a palatinusi, római császári palotához csatlakozó, az udvari szolgafiúk tartózkodási helyéül szolgáló épületben talált, falra karcolt durva rajz és felirat (ma a Museo del Palatino őrzi). A rajz T alakú feszületen szamárfejű alakot ábrázol, mellette egy másik alak áll imádó mozdulattal. Az utóbbit megnevezi a felirat: Αλεξαμενος σεβετε θεον, azaz „Alexamenosz imádja az istenét”. A rajz valószínűleg a korai keresztény vallás egyik követőjét gúnyolja, a kor pogány hiedelmei alapján, hiszen a rómaiak számára a világban csak az számított, csak az ért valamit, aki erős volt és hatalommal bírt, tehát a gyengeség jelét jelentő kereszten függő ember nem lehetett az imádatuk tárgya, nem lehetett az Isten. A történészek közül sokan Jézus keresztre feszítésének legkorábbi ábrázolásának tartják.
Valószínűleg a 3. században keletkezett, de több más lehetséges keletkezési dátum is felmerült, a legkorábbi a 85-ös év.
A rajzot 1857-ben fedezték fel, amikor a Palatinus dombon feltártak egy domus Gelotiana nevű épületet. A házat Caligula a császári palotához csatolta, halála után paedagogiumként, a császári palotában szolgáló inasok iskolájaként használták. Később az utcát, melyen a ház állt, fallal választották el, hogy támasztékot adjanak az épületek emeleteinek, így a rajz évszázadokon át el volt zárva.

## Értelmezése
A rajzot legtöbben egy keresztény hívőt gúnyoló rajznak tekintik. A korabeli rómaiak számára a szamárfej és a keresztre feszítés egyaránt sértő ábrázolásnak számított, hiszen ebben az időben elítélt bűnözőket végeztek ki kereszten, ezt a kivégzési módot csak a 4. században törölte el I. Konstantin. Az a hiedelem, hogy a keresztények onolátriát (szamarak imádatát) gyakorolták (a bor – amelyben az Oltáriszentség jelen van – görögül οἶνος, ami egy betűvel különbözik a szamár jelentésű ὄνος-tól), elterjedt lehetett ebben az időben, mint ahogy elterjedt nézet volt a pogányok között az is, hogy a keresztények istentiszteleteik után vérfertőző, orgiasztikus lakomákat rendeznek, ami előtt gyermekeket gyilkolnak le és a vérüket megisszák, a keresztény feleségek paráznák és vérfertőzők és a keresztények szamárfejet imádnak. Tertullianus, aki a 2. század végén és a 3. század elején írt, említés  tesz erről, valamint egy karthágói hitehagyott zsidóról, aki egy keresztény szamárfülű, patás karikatúráját mutogatta az embereknek, melyen a Deus Christianorum Onocoetes („a keresztények szamár nemzette istene”) felirat állt.
Mások felvetették, hogy a rajz Anubisz vagy Széth imádatát ábrázolja, vagy hogy a fiatalember valójában egy gnosztikus szertartáson vesz részt, melyen egy tau-keresztre szögezett lófejű alak szerepel.

## Jelentősége
Vitatott, hogy a korai keresztények valóban imádták-e a feszületet. Egy érv szerint az, hogy a rajzon ágyékkötő látható, míg a bűnözőket ebben az időben teljesen meztelenül végezték ki, azt bizonyítja, hogy a rajzoló olyan cselekedetet ábrázolt, amelynek valóban tanúja volt Alexamenosz részéről. Ellenérvként felhozták, hogy a keresztet a 4.-5. századig nem imádták.

## „Alexamenos fidelis”
A következő helyiségben más kézírással a következő felirat található latinul: Alexamenos fidelis (Alexamenosz hű).